# فیبی کینگزلی
فیبی کینگزلی (انگلیسی: Kingsley Fobi؛ زادهٔ ۲۰ سپتامبر ۱۹۹۸) بازیکن فوتبال اهل غنا است که در پست دفاع راست بازی می‌کند. فیبی در کیپ کوست متولد شد و کار خود را در آکادمی رایت تو دریم آغاز کرد و در ژانویه ۲۰۱۶ با باشگاه فوتبال اودینزه قرارداد بست.
وی همچنین در تیم‌های ملی فوتبال زیر ۲۰ سال غنا و زیر ۲۳ سال غنا بازی کرده‌است.